# St. George’s School
St. George’s – The British International School ist eine staatlich anerkannte internationale Schule mit Standorten in Köln und Duisburg für Schüler von 2 bis 18 Jahren und in München für Schüler von 3 bis 18 Jahren. Sie ist das erste britische Internat auf deutschem Boden.

## Überblick
Die Schule in Köln wurde 1985, die in Duisburg 2002 und die Münchener Schule im September 2013 eröffnet. Letztere nutzt die Gebäude des bis 2003 genutzten Rollenprüfstand München-Freimann. Schüler aus über 50 Nationen werden auf Basis des „English National Curriculum“ von Pre-Nursery (Vorkindergartenalter) bis zum Programm des IB (International Baccalaureate) unterrichtet. Dieser Abschluss ist weltweit von Universitäten anerkannt. Die Unterrichtssprache ist Englisch, und die Schüler sind gehalten, eine Schuluniform zu tragen. St. George’s ist eine ko-edukative und konfessionell nicht gebundene Schule, die unabhängig von städtischen oder staatlichen Zuschüssen geführt wird. Die Examensangebote können an einzelnen Standorten variieren.
Träger der Schule ist der AERA-Verlag in Bornheim.
An den drei Standorten werden in jeweils 13 Jahrgängen à 3 Klassen insgesamt 2000 Schüler unterrichtet.

## Konzept
Die Klassen haben maximal 20 Schüler, und es werden viele außerschulische Aktivitäten angeboten. In Anlehnung an das private englische Schulsystem gehören Kreativität und Sport zum ganzheitlichen Erziehungskonzept. Auch Kunst, Musik und Theater sind wichtige Bestandteile des Schulalltags. Über den Unterricht hinaus sollen die Schüler für Museen, klassische Musik und andere kulturelle Veranstaltungen interessiert werden. Die regionale Kultur mit ihren Traditionen wird in die Ausbildung der Schüler mit einbezogen.

## Internat in Köln
Im Herbst 2008 hat St. George’s das erste englische internationale Internat Deutschlands für auswärtigen Schülerinnen und Schüler (ab 14 Jahren) eröffnet. Die Schüler wohnen am Standort Köln unter der Aufsicht von Hauseltern.